# Бубновский (хутор)
Бубновский — хутор в Урюпинском районе Волгоградской области России, административный центр Бубновского сельского поселения. Расположен на правобережье Хопра, при речке Акуловке, в 31 км к северо-западу от города Урюпинска.

## История
Образован в результате слияния хуторов Верхний и Нижний Бубновский (объединены не ранее 1963 года и не позднее 1967 года), а также хуторов Медведевский и Алфёровский. Хутора Медведевский и Алфёровский были присоединены к хутору Бубновский в 1972 году.
До революции все 4 хутора входили в юрт станицы Михайловской Хопёрского округа Области Войска Донского (до 1870 года — Земля Войска Донского). Согласно алфавитному списку населённых мест Области Войска Донского 1915 года в каждом хуторе имелось хуторское правление, на хуторе Алфёровский также имелось церковно-приходское училище, земельный надел хутора Алфёровского составлял 2323 десятины,, земельный надел хутора Верхне-Бубновского составлял 1775 десятин, хутора Медведевского 2332 десятины, хутора Нижне-Бубновского 1479 десятин.

## География
Хутор находится в лесостепи, на правом берегу реки Хопёр, в пределах Калачской возвышенности. Расположен в глубокой балке при речке Акуловке. Центр хутора расположен на высоте около 80 метров над уровнем моря. При этом высота окружающей местности достигает 150 и более метров над уровнем моря. Склоны балки, в которой расположен хутор, изрезаны балками и оврагами второго порядка (овраг Отделицы, балка Малая Берёзовая, балка Барышева и др.). В районе хутора сохранились островки леса. Почвы — лугово-чернозёмные.
Автомобильной дорогой хутор связан с расположенной на левом берегу Хопра станицей Михайловской (6 км). По автомобильным дорогам расстояние до районного центра города Урюпинска составляет 31 км, до областного центра города Волгоград — 360 км.
Климат
Климат умеренный континентальный (согласно классификации климатов Кёппена — Dfb). Многолетняя норма осадков — 483 мм. Хутор расположен в 150—200 км к югу от среднего значения климато- и ветро-разделяющей оси Воейкова. В течение города количество выпадающих атмосферных осадков распределяется относительно равномерно: наибольшее количество осадков выпадает в мае и июне — 52 мм, наименьшее в марте — 27 мм. Среднегодовая температура положительная и составляет + 6,7 °С, средняя температура самого холодного месяца января −9,2 °С, самого жаркого месяца июля +21,3 °С.
Часовой пояс
Бубновский, как и вся Волгоградская область, находится в часовой зоне МСК (московское время). Смещение применяемого времени относительно UTC составляет +3:00.

## Население
| 2010 |
| ---- |
| 1029 |

| Население          | 1859 | 1873 | 1897 | 1915 |
| ------------------ | ---- | ---- | ---- | ---- |
| Верхний Бубновский | 375  | 308  | 331  | 447  |
| Нижний Бубновский  | 375  | 308  | 320  | 349  |
| Алфёровский        |      | 522  | 445  | 622  |
| Медведевский       |      | 390  | 444  | 618  |

Динамика численности населения по годам:
| 1989 | 2002 |
| ---- | ---- |
| ≈920 | 1151 |